# Подручје насељено Лужичким Србима
„Подручје насељено Лужичким Србима” (глсрп. Serbski sydlenski rum, длсрп. Serbski sedleński rum, њем. Sorbisches Siedlungsgebiet) званично је призната територија на подручју њемачких држава Саксоније и Бранденбурга на којој су Лужички Срби признати као аутохтони народ. Налази се на истоку Саксоније, а на југу Бранденбурга, дио је историјске области Лужица.

## Историја
Термин „подручје насељено Лужичким Србима” (Sorbisches Siedlungsgebiet) уведен је у законодавство Саксоније и Бранденбурга 1990. године. У Њемачкој Демократској Републици овај термин се није користио. Уместо њега коришћени су термини „немачко-лужичкосрпско подручје” (deutsch-sorbisches Gebiet) или „двојезично подручје” (zweisprachigen Gebiet). У састав „њемачко-лужичкосрпског подручја” су улазиле општине, у којима је проценат становника, који су говорили лужичкосрпски, био више од 10% — према истраживању, које је спровео Институт за лужичкосрпски народопис 1955. и 1956. година. На овом подручју су постојале правне норме о двојезичности у комуникацији са државним органима и о двојезичности обиљежавања јавних објеката,  улица, тргова, саобраћајних знакова.

## Правни статус
Лужичкосрпска област има федерални статус „земље предака” (њем. angestammte Siedlungsgebiet), што је одређено федералним законима Њемачке. Границе Лужичкосрпске области одређене су у великом мјери према статистичким радовима лужичкосрпског научника и уредника „Statistika łužiskich Serbow” Арношта Муке.
У Саксонији Лужичкосрпска област је одређена „Законом о правима Лужичких Срба у Саксонији” (њем. Gesetz über die Rechte der Sorben im Freistaat Sachsen) који је усвојен 31. марта 1999. године. Саксонски закон исказује намјеру чувања и заштите традиционалне културе Лужичких Срба на том подручју.
За разлику од саксонског закона, бранденбуршки „Закон за развијање права Срба (Венда)” (њем. Gesetz zur Ausgestaltung der Rechte der Sorben (Wenden)) усвојен 11. фебруара 2014. дефинише аутохтоно становништво територије као „заједницу, која жели да припада лужичкосрпском становништву и има континуирани језички и културни континуитет са лужичкосрпском традицијом, која је сачувана до данашњег времена”. Овакву формулацију закона критиковале су заштитници националних мањина и представници Лужичких Срба, који кажу, да је неким Лужичким Србима тешко доказати припадном лужичкосрпском народу због вијековног националног угњетавања и асимилације.
У складу са саксонским и бранденбуршким законима о правима Лужичких Срба локалне општине су одговорне за очување и развој лужичкосрпског језика и промоцију лужичкосрпске културе, постављање двојезичних званичних натписа на саобраћајним знаковима, јавним и државним институцијама.
- Cаобраћајни знак у Кенигсварти (1970)
- Назив железничке станице Бауцена
- Таблица на згради ландтага Бранденбурга

## Административно-територијални састав
Тренутно, већина Лужичких Срба у Горњој Луживи живи на простору између градова Бауцен, Каменц и Хојерсверда и у пет католичких заједница Геда, Нешвиц, Пушвиц и Витихенау. На овој територији Лужички Срби чине већину и ту се горњолужичкосрпски језик користи у различитим сферама. У Доњој Лужици већина Лужичких Срба живи у Пајцу и Шпревалду.
Подручје тренутно обухвата сљедеће градове и општине:
Саксонија:
- Округ Бауцен (28 од 59 општина): Бауцен, Буркау (само насеља Нојхоф), Кроствиц, Добершау-Гаусиг (осим насеља Косерн и Наундорф), Елстерхајде, Елстра (само насеље Крепитц), Геда, Гросдубрау, Гроспоствиц (осим насеља Ојловиц), Хохкирх (осим насеља Брајтендорф), Хојерсверда, Каменц (Дојчбазелиц, Јесау, Каменц, Тонберг, Виса), Кенигсварта, Кубшиц, Лоза, Малшвиц, Небелшиц, Нешвиц, Обергуриг, Ослинг (само насеље Милстрих), Паншвиц-Кукау, Пушвиц, Рекелвиц, Радибор, Ралбиц-Розентал, Шпретал, Вајсенберг и Витихенау.
- Округ Герлиц (14 од 53 општине): Бад Мускау, Боксберг, Габленц, Грос Дибен, Хоендубрау (осим насеља Грос Радиш, Јерхвиц, Трена), Краушвиц, Креба-Нојдорф, Мика, Квицдорф ам Зе (само насеља Хорша и Петерсхајн), Ричен, Шлајфе, Требендорф, Вајскајсел и Вајсвасер.[4]

Бранденбург:
- Град Котбус
- Округ Шпреја-Ниса (21 од 29 општина): Бург, Бризен, Дисен-Штризов, Драхаузен, Дребкау, Дренов, Феликсзе, Форст (само четврт Хорно), Гуров, Хајнерсбрик, Јеншвалде, Колквиц, Нојхаузен, Пајц, Шмогров-Феров, Шпремберг, Тауер, Тајхланд, Турнов-Прајлак, Велцо, Вербен и Визенгрунд.[6]
- Округ Даме-Шпревалд (9 од 37 општина): Алт Цаухе-Вусверк, Билегуре-Билен, Либен, Меркише Хајде, Ној Цаухе, Шлепциг, Швилохзе, Шпревалдхајде и Штраупиц.
- Округ Обершпревалд-Лаузиц (4 од 25 општина): Калау, Либенау, Нојпетерсхајн и Фечау.[7][8]